# Gunnar Hedberg
För Uppsalapolitikern med samma namn, se Gunnar Hedberg (politiker)
Gunnar Hedberg, född 6 oktober 1924 i Oxberg, död 25 maj 1985 i Stockholm, var en svensk skådespelare.

## Filmografi
- 1942 – Lågor i dunklet
- 1944 – På farliga vägar
- 1944 – Örnungar
- 1944 – Hets
- 1944 – En dotter född
- 1944 – Appassionata
- 1944 – Stopp! Tänk på något annat
- 1944 – Räkna de lyckliga stunderna blott
- 1945 – Flickor i hamn
- 1945 – Sussie
- 1945 – Tre söner gick till flyget
- 1946 – 91:an Karlsson. "Hela Sveriges lilla beväringsman"
- 1946 – Kärlek och störtlopp
- 1952 – Oppåt med Gröna Hissen
- 1953 – Marianne
- 1957 – Johan på Snippen tar hem spelet
- 1962 – Chans

## Teater

### Roller
| År   | Roll | Produktion                           | Regi             | Teater                  |
| ---- | ---- | ------------------------------------ | ---------------- | ----------------------- |
| 1952 |      | Trettondagsafton William Shakespeare | Sandro Malmquist | Skansens friluftsteater |